# Esperiopsis flagrum
Esperiopsis flagrum är en svampdjursart som beskrevs av Lehnert, Stone och Heimler 2006. Esperiopsis flagrum ingår i släktet Esperiopsis och familjen Esperiopsidae. Inga underarter finns listade i Catalogue of Life.